# Хівинське ханство
Хівинське ханство (чагат. خیوه خانلیگی, трансліт. Khivâ Khânligi, перс. خانات خیوه, трансліт. Khânât-e Khiveh, узб. Xiva xonligi, трансліт. Хива хонлиги, туркм. Hywa hanlygy, рос. Хивинское ханство) — назва Хорезмської держави в період з 1511 до 1920 року.

## Історія
Регіон, що увійшов до складу Хівинського ханства був частиною Чагатайського ханства зі столицею в Кенеургенч, одному з найбільших і найважливіших торгових центрів Центральної Азії. Тим не менше, Тимур розглядав місто як конкурента Самарканда, і протягом 5 військових кампаній, він знищив повністю Куня-Ургенч в 1388. Після Куня-Ургенч був остаточно залишено через зміну течії Аму-Дар'ї в 1576 році, центр регіону зміщується на південь, а в 1619 р. Араб Мухаммад-хан, оголосив Хіву столицею ханства.
Упродовж більшої частини історії зовнішня політика ханства була залежна від зацікавлення Великих держав цим тереном. Відкриття золота на березі Аму-Дар'ї в період правління в Росії Петра I, а також бажання Російської імперії встановити торговий шлях до Індії, призвело до збройних експедицій в регіон. У 1717-18-му роках князь Олександр Бекович-Черкаський й 750-4000 вояків зробили перший військовий рейд. Після цього рейду зацікавлення Росії цим тереном тимчасово вщухло. Між 1740-им та 1747-им ханство перебувало під протекторатом Надер Шаха.
Наступний помітний епізод у завоюванні Росією Хіви стався у 1839. Експедиція на чолі з генералом В. А. Перовським, начальником Оренбурзького гарнізону, складалася з 5200 піхотинців і 10 тисяч верблюдів. Номінальною метою місії було звільнити рабів захоплених і проданих туркменами на кордонах Росії на Каспії, але експедиція також мала на меті розширення кордонів Росії, через складнощі Британської імперії в першій англо-афганській війні. І ця спроба захоплення Хіви була невдала.
Постійна військова присутність Росії в Хорезмі почалася в 1848, з будівництвом Форт Аральськ в гирлі Сирдар'ї. Російська імперія мала вельми велику військову перевагу, що Хіва та інші центрально-азійські князівства, Бухара і Коканд, не мали шансів відбити наступ росіян, незважаючи на роки бойових дій. . Ханство поступово зменшується в розмірах за часів російської експансії в Туркестані і в 1873, після завоювання Росією сусідніх міст, Ташкента і Самарканда, генерал фон Кауфман почав наступ на Хіву. Його військо складалося з 13 тисяч піхоти і кінноти. Хіва капітулювала 28 травня 1873, а 12 серпня 1873 був підписаний мирний договір, за яким Хіва, ставала російським протекторатом.

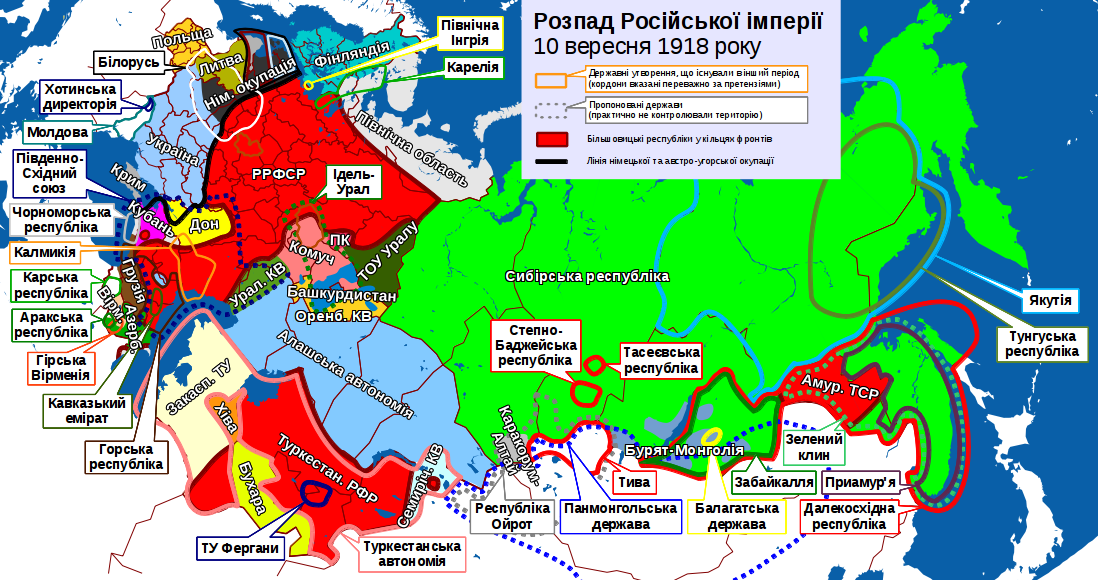
Хівинське ханство на карті розпаду Російської імперії

Після Жовтневого перевороту в Росії і встановлення радянської влади, Хорезм зазнав впливу більшовизму. У листопаді 1919 почалося повстання під керівництвом комуністів. Але сил повсталих виявилося недостатньо для перемоги над урядовими військами. На допомогу повсталим були направлені війська Червоної Армії з Росії. На початок лютого 1920 армія Джунаїд-хана була повністю розгромлена. 2 лютого хан відрікся від престолу, а 26 квітня 1920 була проголошена Хорезмська Народна Радянська Республіка у складі РРФСР. У складі РРФСР вона і увійшла до СРСР, потім була перетворена в Хорезмську СРР, а восени 1924 на її території та територіях Бухарської СРР і ліквідованої Туркестанської АРСР були утворені союзні республіки Туркменська РСР і Узбецька РСР.

## Хани Хорезму

### ДинастіяКунграт(1359—1388)
- Хусейн Суфі, 1359—1373
- Йусуф, 1373—?
- Сулайман, ?—1388

### ДинастіяШейбанідів(1511—1695)
- Абу-л-Мансур Ільбарс-хан, син Буреке-султана, хан Кок Орди —1511, хан Хорезма 1511—1538
- Султан Ходжа-хан, син Бильбарс Паландж-султана, хан Хорезма 1538—1539
- Хусайн Кули-хан, син Илак-хана, хан Хорезма 1539—1558
- Суфіян-хан, син Імнак-хана, хан Хорезма 1558—1564
- Буджунчга-хан, син Імнак-хана, хан Хорезма 1564—1568
- Аванеш-хан, син Імнак-хана, хан Хорезма 1568—1581
- Кахлан-хан, син Імнак-хана, хан Хорезма 1581—1590
- Агатай-хан, смн Імнак-хана, хан Хорезма 1590—1598
- Хаджи Мухаммад-хан, син Агатай-хана, хан Хорезма 1598—1603
- Араб Мухаммад-хан, син Хаджи Мухаммад-хана, хан Хорезма 1603—1623
- Ісфандіяр-хан I, син Араб Мухаммад-хана, хан Хорезма 1623—1643
- Абу-л-Газі-хан, син Араб Мухаммад-хана, хан Хорезма 1643—1663
- Абу-л-Музаффар Мухаммад Ануша-хан, син Абу-л-Гази-хана, хан Хорезма 1663—1686
- Худайдад-хан, син Мухаммад Ануша-хана, хан Хорезма 1686—1689
- Еренк-хан, син Мухаммад Ануша-хана, хан Хорезма 1689—1694

### Виходці з династіїЧингізидів(1695—1740)
- Джучі-хан хан Хорезма 1694—1697
- Валі-хан хан Хорезма 1697—1698
- Шах Ніяз-хан, син Джучи-хана, хан Хорезма 1698—1702
- Шахбахт-хан, син Шах Нийаз-хана, хан Хорезма 1702—1703
- Саїд Алі-хан, син Шах Нийаз-хана, хан Хорезма 1703
- Муса-хан, син Джучи-хана, хан Хорезма 1703—1704
- Ядигар-хан, син Мухаммад Ануша-хана, хан Хорезма 1704—1714
- Ісим-хан, син Йадгар-хана, хан Хорезма 1714—1715
- Шер Газі-хан, син Ісим-хана, хан Хорезма 1715—1728
- Ільбарс-хан II, син Шах Нийаз-хана, хан Хорезма 1728—1740
- Абу-л-Газі Мухаммад-хан, син Ільбарс-хана, хан Хорезма 1740—1745

- Шах Тимур-хан (в Арале 1721—36).
- Бахадур-хан (казах. 1728).
- Ільбарс-хан II (1728—40).
- Тахир-хан (казах. 1740—41).
- Нуралі-хан (казах. 1741—42).
- Абу-ль-Газі-хан II (1742—46).

### ДинастіяТугатимуридів
- Гаїп-хан (1746—57).
- Абдаллах Карабай, брат (1757)*
- Тимур-Газі-хан (1757—63)*
- Тауке-хан (1763—64).
- Шах Газі-хан (1764—67).
- Абу-ль-Газі-хан III (1767)(форм. 1770—1804)(1806).
- Нуралі-хан (1767—69).
- Джангир-хан (1769—70).
- Булакай-хан (1770).

У 1804 (факт. 1770) влада перейшла до Кунгратів.

### ДинастіяКунгратів(1804—1920)
- Мухаммад Амін-бій, син Иш Мухаммад Йар-бия, бей плем'я Кунграт, інак Хорезма 1763—1790
- Мухаммад Аваз-бій, син Мухаммад Амин-бия, бей плем'я Кунграт, інак Хорезма 1790—1804
- Мухаммад Ільтузар-хан, син Мухаммад Аваз-бия, бей плем'я Кунграт, інак Хорезма 1804, хан Хорезма 1804—1806
- Мухаммад Рахим-хан, син Мухаммад Аваз-бія, хан Хорезма 1806—1825
- Аллакулі-хан, син Мухаммад Рахим-хана, хан Хорезма 1825—1842
- Рахим Кулі-хан, син Алла Кулі-хана, хан Хорезма 1842—1845
- Мухаммад Амин-хан, син Алла Кулі-хана, хан Хорезма 1845—1855
- Абдулла-хан, син ІбадУлла-бека, хан Хорезма 1855
- Кутлуг Мурад-хан, син ИбадУлла-бека, хан Хорезма 1855—1856
- Саїд-Мухаммад-хан, син Мухаммад Рахим-хана, хан Хорезма 1856—1864
- Мухаммад Рахим-хан II р.1845, син Мухаммад-хана, хан Хорезма 1864—1910, у 1873 ханам Хорезма, після встановлення російського протекторату, імператором Всеросійським даровано загальний титул по попоходженню високість
- Ісфандіяр-хан нар. 1871, син Мухаммад Рахим Фируз-хана, світлість валиахд 1891—1910, хан Хорезма 1910—1918
- Саїд Абдулла-хан нар. 1870, син Мухаммад Рахим Фируз-хана, хан Хорезма 1918—1920
  - візир Джунаїд-хан (факт. 1918—20, прет. 1916—26).